# Ruine Burkheim
Die Burg Burkheim, auch Neue Burg oder Schwendi-Schloss genannt, ist die Ruine einer Spornburg bei 200 m ü. NN auf einem steilen Felsen südwestlich des Ortsteils Burkheim am Kaiserstuhl der Gemeinde Vogtsburg im Kaiserstuhl im Landkreis Breisgau-Hochschwarzwald in Baden-Württemberg.
Die Burg wurde am 13. Januar 1231 erstmals erwähnt. Besitzer waren die Markgrafen von Hachberg und 1316 die Herren von Üsenberg, 1561 Lazarus von Schwendi und die Familie Bastian. Nach Zerstörungen und Wiederaufbauten wurde die Burg zwischen 1672 und 1676 im französisch-holländischen Krieg endgültig zerstört. Von der ehemaligen Burganlage sind Reste des Neubaus und Reste der Wehrmauer erhalten, die im Besitz einer Weinkellerei sind.